# 陳頵
陳頵（ちん いん、生没年不詳）は、中国の晋代の官僚。字は延思。本貫は梁国苦県（現在の河南省鹿邑県）。

## 経歴
若くして学問を好み、文献解釈にすぐれた。父の陳訢が自宅を建て門を作るにあたって、陳頵が「馬車を入れられるようにすべきです」と言ったので、陳訢は笑ってこれに従った。陳頵は郡に出仕して督郵となり、隠匿を検挙した者は3000人におよび、豫州で最も優秀な成績を収めた。郡太守の劉享抜に抜擢されて主簿となり、豫州に召されて部従事となり、馬車に乗って家に帰ったため、一族はこれを誉れとした。
ときに沛王司馬韜が弾劾された事件があった。解結が楊準に代わって豫州刺史として赴任してくると、解結は河間王司馬顒の部下だったことから司馬韜をかばい、豫州が司馬韜を拘束する根拠を問い質した。陳頵がこれに美事に回答したため、解結は感心して、「豫州の人士は常に天下に半ばす、と。此の言は虚に非ず」と漏らした。まもなく解結は尚書に転じたため、陳頵の才能を用いることができないことを遺憾とした。
元康年間、陳頵は孝廉に挙げられたが、豫州は陳頵を引き止めようとした。陳頵が同郷の焦保を推挙したため、豫州は焦保を召し出した。
永康2年（301年）、斉王司馬冏が起兵すると、豫州は陳頵に兵を率いさせて赴かせた。陳頵は駙馬都尉に任じられたが、敵軍に出会って江北に逃れた。歴陽内史の朱彦に召されて、その下で参軍となった。鎮東従事中郎の袁琇により琅邪王司馬睿に推挙され、陳頵は鎮東行参軍事となり、法と兵の二曹をつかさどった。建興初年、録事参軍に任じられた。陳頵は八王の乱のころに制定された「己亥格」に反対して、これを停止するよう求めた。陳頵は後ろ盾がないにもかかわらず、たびたび司馬睿に意見を上申したため、朝士に憎まれることが多く、譙郡太守として出向させられた。
大興初年、病のため建康に召還された。長らくを経て、無官のまま尚書の任をつとめ、当時の情勢を分析して、寒門であっても有能な人材を登用するよう上奏した。
後に天門郡太守に任じられ、民俗の安定につとめた。腹心の吏を荊州の参軍に選抜して、陶侃にその有能を認められた。陶侃は陳頵を梁州刺史に推挙した。陳頵は厳罰と寛容を併用して、梁州の治安の安定につとめた。しかし梁州の豪族に憎まれ、陳頵は年老いて耳が聞こえにくくなったと吹聴された。そこで陶侃は陳頵を召還して、西陽郡太守の蒋巽を代わって梁州に赴任させた。後に陳頵は69歳で死去した。

## 伝記資料
- 『晋書』巻71 列伝第41